# Lotus chazaliei
Lotus chazaliei är en ärtväxtart som beskrevs av H.Boissieu. Lotus chazaliei ingår i släktet käringtänder, och familjen ärtväxter. Inga underarter finns listade i Catalogue of Life.